# ZHTV
ZHTV was een experimentele regionale televisiezender die door het Haagse Radio West en het Rotterdamse Radio Rijnmond werd opgezet in 1994. Het experiment werd door de provincie Zuid-Holland gesubsidieerd. Na een wetswijziging werd besloten niet langer meer regionale televisie te bekostigen uit provinciale middelen en werd het experiment beëindigd.
Francisco van Jole presenteerde op de zender onder het pseudoniem 'Robbie Parasita' een programma over internet en techniek.
Voorafgaand aan de eerste uitzending werd voor een aantal weken om het kwartier een korte aangkondigingsfilm uitgezonden. Hierin werd de nieuwsgierigheid van kijker gewekt doordat niet geheel duidelijk werd wat de nieuwe zender precies inhield. In deze aankondigingsfilm werd een gedeelte het muzieknummer "Terug Naar De Kust" van Maggie MacNeal afgespeeld.